# Madang (Schiff, 1910)
Die Madang war ein 1910 gebautes deutsches Fracht- und Passagierschiff, das die Neuguinea-Kompagnie in Deutsch-Neuguinea nutzte. Im Ersten Weltkrieg übernahm Australien das Schiff, 1924 verliert sich seine Spur.

## Bau und technische Daten
Als der Norddeutsche Lloyd den Bereederungsvertrag mit der Neuguinea-Kompagnie 1909 nicht verlängerte, benötigte die Kompagnie zusätzlichen Schiffsraum. Da die lokalen Werften in Deutsch-Neuguinea keine Erfahrungen mit Dampfschiffen hatten, beauftragte die Kompagnie die Werft Ulderup & Schlüter in Hongkong mit dem Neubau, die das Schiff 1910 auf Kiel legte. Beim Stapellauf erhielt es den Namen Madang nach dem ortsüblichen und geläufigeren Namen des damaligen Friedrich-Wilhelmshafen, der heutigen Hauptstadt der gleichnamigen Provinz in Papua-Neuguinea.
Ihre Länge betrug 35,93 Meter, sie war 6,10 Meter breit und wies einen Tiefgang von 3,05 Metern auf. Sie war mit 194 BRT bzw. 98 NRT vermessen und hatte eine Tragfähigkeit von 278 Tonnen. Der Antrieb bestand aus einer Dreifach-Expansionsmaschine, deren Leistung 210 PS betrug. Diese wirkte auf eine Schraube, der Dampfer erreichte eine Geschwindigkeit von 12,0 Knoten. Die Besatzung bestand aus 25 Personen.

## Geschichte
Mit der Auslieferung der Madang 1910 übernahm die Neuguinea-Kompagnie selbst die Bereederung des Schiffes. Neben dem neuen Dampfer verfügte sie über einen zweiten Dampfer, die Siar, sowie einige hölzerne Schoner und lokal stationierte Boote. Sie setzte den Dampfer für die Beförderung von Passagieren und Fracht, aber auch für Erkundungsfahrten ein: Wie bei der Siar bestanden die Hauptaufgaben der Schiffes in der Abholung der Kopra von den Plantagen zu den Schiffen, die die Fracht zur Weiterverarbeitung nach Europa brachten, dem Transport von europäischen Passagieren und angeworbenen einheimischen Arbeitskräften für die Plantagen der Kompagnie, der Postbeförderung und dem Transport aller sonstigen schiffbaren Güter in ihrem Fahrgebiet.

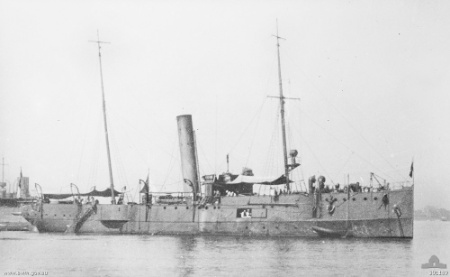
Die HMAS Protector

Die Ankünfte des Dampfers wurden im Amtsblatt für das Schutzgebiet Papua-Neuguinea angekündigt, wonach die Madang etwa ein bis zweimal im Monat in Friedrich-Wilhelmshafen einlief, in den auch die Reichspostdampfer des Norddeutschen Lloyd kamen. Neben Transportaufgaben diente die Madang auch für Erkundungsfahrten. So fuhr sie in den Jahren 1910 bis 1912 auf mehreren Fahrten weit den damals noch unerforschten Sepik hinauf, bevor in den Jahren 1912/13 die Kaiserin-Augusta-Fluss-Expedition durchgeführt wurde. Darüber hinaus wurde die Madang bei polizeilichen „Strafexpeditionen“ – wie im Februar/März 1913 gegen die Mörder eines ermordeten Pflanzers – eingesetzt.
Zu Beginn des Ersten Weltkrieges wurde der Dampfer bewaffnet und mit mindestens einem Geschütz ausgestattet, das am Bug aufgestellt war. Als sich am 13. September 1914 das australische Kanonenboot HMAS Protector (Bj. 1884, 920 Tonnen, 3 × 102 mm, 2 × 76,2 mm, 4 × 47 mm) des Australischen Expeditionskorps (Australian Naval and Military Expeditionary Force = AN&MEF) dem Hafen Herbertshöhe näherte, kam es zu einem kurzen Schusswechsel zwischen den beiden Schiffen. Die HMAS Protector nahm die Madang in Gewahrsam, die zunächst interniert und später nach Rabaul verbracht wurde. Im Verlaufe des Krieges verwendete Australien das Schiff für eigene Zwecke wie Truppentransporte und auch nach dem Krieg blieb es im Besitz der Regierung. 1924 versteigerte sie die Madang zusammen mit der Siar und der Meklong. Der weitere Verbleib des Schiffes ist unbekannt.